# C/2011 G1 McNaught
C/2011 G1 (McNaught) è la 59° cometa scoperta dall'astronomo scozzese/australiano Robert H. McNaught, si tratta più precisamente di una cometa non periodica.